# Renault Wind
Renault Wind – samochód osobowy klasy aut najmniejszych produkowany przez francuską markę Renault w latach 2010 – 2013. 

## Historia i opis modelu

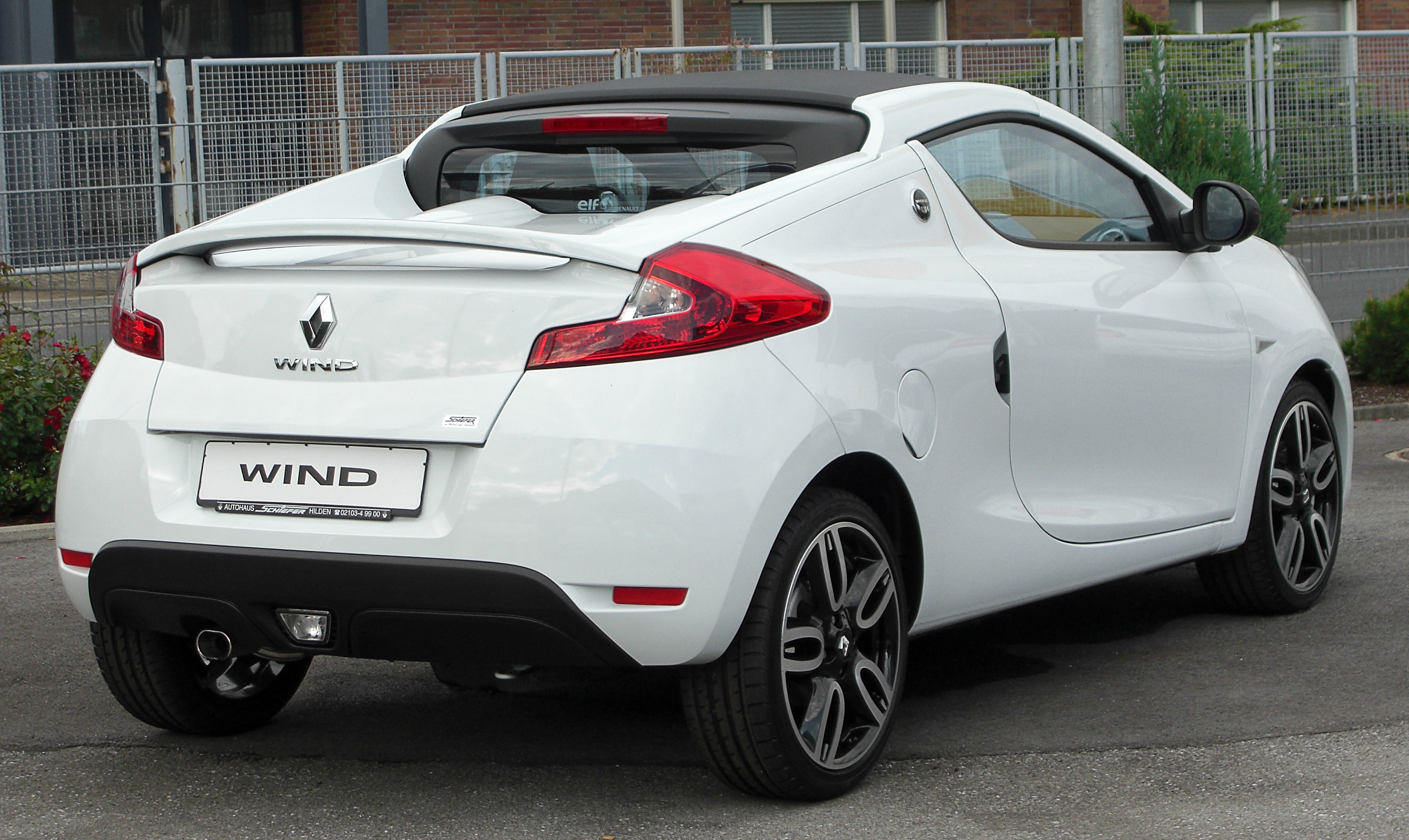
Renault Wind - tył

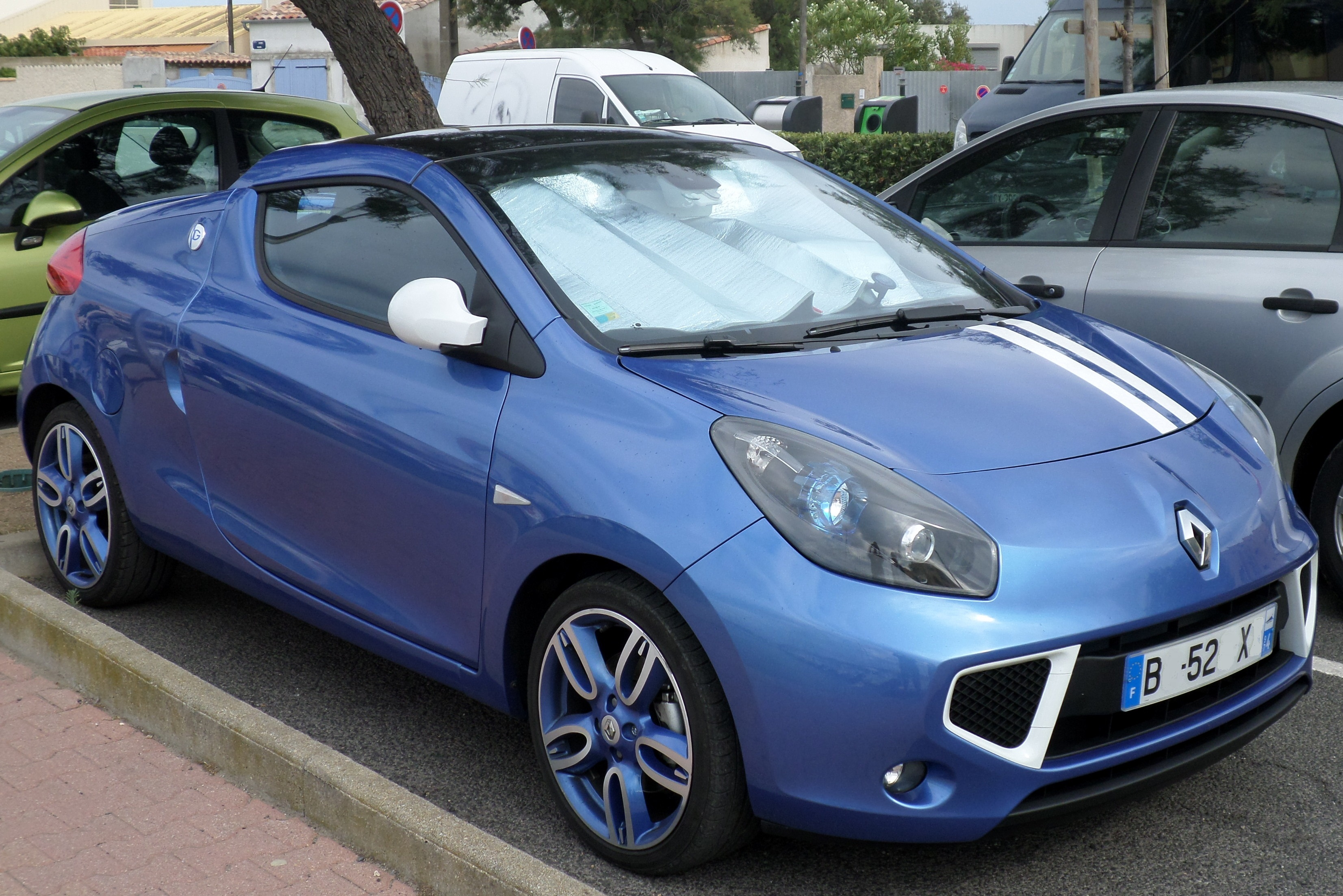
Renault Wind Gordini

Renault Wind został zaprezentowany podczas targów motoryzacyjnych w Genewie w 2010 roku. Oferowany był w dwóch wersjach wyposażenia i z dwoma silnikami do wyboru: 1.2 TCe 100 KM lub 133-konny motor 1.6 16v. Podstawowa wersję wyposażeniową nazywano Dynamique, ale można było się też zdecydować na bogatszą Exception. Samochód, jako jedyny w swojej kategorii, zapewnia bagażnik o stałej pojemności 270 dm³, niezależnie od pozycji dachu. Renault Wind był samochodem typu coupe-roadster przeznaczonym dla dwóch osób. Jego cechą charakterystyczną jest elektrycznie składany sztywny dach. 
Pojazd we Francji kosztował (w podstawowych wersjach) od 17 500 do 19 500 euro. Renault Wind powstał w niemetalicznym lakierze Bieli Lodowej lub metalizowanych odcieniach Majorelle Blue, Dyna Red, Altica Grey oraz Perłowa Czerń.

### Wersje
- DYNAMIQUE (1.2 TCE 100, 1.6 16V 133)
  - czołowe i boczne poduszki powietrzne;
  - ABS ze wspomaganiem nagłego hamowania;
  - system hamowania awaryjnego;
  - klimatyzacja manualna;
  - tempomat z ogranicznikiem prędkości;
  - zmienne wspomaganie układu kierowniczego;
  - centralny zamek sterowany z pilota;
  - komputer pokładowy;
  - radioodtwarzacz CD/mp3 2x20 W ze sterowaniem przy kierownicy;
  - elektrycznie sterowane szyby w drzwiach;
  - podgrzewane lusterka zewnętrzne;
  - ogrzewana tylna szyba;
  - reflektory przeciwmgłowe;
  - tylny spojler w kolorze nadwozia;
  - chromowana końcówka rury wydechowej;
  - 16-calowe obręcze kół ze stopów lekkich Emotion;
  - listwy ochronne progowe;
  - aluminiowe pedały;
  - sportowe fotele ze zintegrowanymi zagłówkami;
  - regulowana na wysokość kolumna kierownicza;
  - kierownica i  dźwignia zmiany biegów obciągnięte skórą;
  - elektrycznie składany sztywny dach.

- EXCEPTION (1.2 TCE 100, 1.6 16V 133) zawiera dodatkowo
  - Climate Pack: automatyczna klimatyzacja, automatyczne wycieraczki, czujnik deszczu, automatyczne przednie światła oraz funkcja reflektorów „follow me home”;
  - ESP;
  - złącze Plug&Music;
  - radioodtwarzacz CD/mp3 2x35 W z funkcją Bluetooth® ze sterowaniem przy kierownicy;
  - 17-calowe felgi aluminiowe Sphinx z „efektem diamentowym”.

### Silniki
- Benzynowe

| Silnik      | Pojemność skokowa [cm³] | Moc maksymalna [KM] ( [kW] ) przy obr./min | Maks. moment obrotowy [Nm] przy obr./min | Układ i liczba cylindrów | Układ rozrządu/ liczba zaworów | Przyśpieszenie (s) 0–100 km/h | Prędkość maksymalna km/h | Spalanie (l/100km) miasto/trasa/średnio |
| ----------- | ----------------------- | ------------------------------------------ | ---------------------------------------- | ------------------------ | ------------------------------ | ----------------------------- | ------------------------ | --------------------------------------- |
| 1.2 TCE 100 | 1149                    | 101 (74)/5500                              | 152/3500                                 | R4                       | DOHC/16                        | 10,5                          | 190                      | 8/5,3/6,3                               |
| 1.6 16V 133 | 1598                    | 133 (98)/6750                              | 160/4400                                 | R4                       | DOHC/16                        | 9,2                           | 201                      | 10,0/6,1/7,5                            |